# 桧山進次郎
桧山 進次郎（ひやま しんじろう、1969年7月1日 - ）は、京都府京都市右京区出身の元プロ野球選手（外野手・内野手、右投左打）、野球解説者、野球評論家、YouTuber。
一部メディアでは、「檜山進次郎」と表記。現在はホリプロに所属する。
通算代打起用回数・代打安打数・代打打点数すべて歴代2位を記録し、メディアやファンから（八木裕に次ぐ）「代打の神様」と呼ばれ、打席に立つたびにスタンドから声援を受けるなど人気を誇った。
愛称は「ひーやん」、「ひー」、「悠久の若虎」など。

## 経歴

### プロ入り前
京都府京都市右京区出身。平安高校を経て、東洋大学へ進学。東都大学野球リーグ通算76試合出場、261打数83安打、打率.318, 13本塁打、45打点。ベストナイン3回。大学の同期に徳田吉成、1学年後輩に和田孝志、2学年後輩に関口伊織がいた。第20回日米大学野球選手権大会日本代表に選出された際は後にプロでチームメイトとなる金本知憲と同室になった。
1991年のプロ野球ドラフトで、三井浩二のクジを外した阪神から4位指名を受け入団した。入団会見で「巨人がオロナミンCならば、リポビタンDのCMをしたい」と笑いを誘った。担当スカウト今成泰章。

### 阪神時代
1992年（1年目）のみ守備位置登録は内野手登録であり（当年は外野にしか就いていない）、2年目以降は外野手登録となる。プロ入り後は一軍二軍を行ったり来たりだったが、1995年、開幕早々レギュラー右翼手の亀山努が怪我で離脱し、空いた右翼を八木裕・関川浩一と共に穴を埋め初めてほぼ年間一軍で試合に出続けた。
1996年に藤田平が正式に一軍監督に就任し、4月6日の巨人との開幕戦（東京ドーム）で「3番・右翼手」で初の開幕スタメンを果たすと3打数1安打を記録（相手の斎藤雅樹は開幕投手として完封勝利、桧山に被安打も村田真一が盗塁阻止し27人でシャットアウトの準完全試合）。その後は「5番・左翼手」に定着し、中日ドラゴンズの野口茂樹から2試合にまたがって4打席連続本塁打を放つなど22本塁打を記録。来日外国人を除く阪神在籍野手で、1シーズンに20本以上の本塁打を放った左打ちの選手は藤田平・掛布雅之に続いてこの年の桧山が3人目であった（本拠地の阪神甲子園球場は「浜風」の影響で右翼方向に打球が飛びにくいと言われている）。桧山本人はレギュラーを掴んだのはこの1996年だったと振り返っている。
1997年に吉田義男が監督が就任し、シーズンを通して「4番・右翼手」レギュラーで起用され、共に前年を更新する23本塁打（キャリアハイ）・82打点を記録した。しかし打率は.227で、三振も前年までセリーグ記録だった池山隆寛の148を更新する150を記録した（ただし、同年は清原和博が152三振で新たなリーグ記録となった）。同年4月8日の対横浜ベイスターズ戦（横浜スタジアム）では6回に関口伊織から3点本塁打、9回に小桧山雅仁から自身初の満塁本塁打を放ち、1試合7打点を記録した。オフに中日の中村武志と複数トレードの話が持ち上がったが、本社からNGが出たため破談になっている（このトレードは最終的には関川浩一+久慈照嘉と大豊泰昭+矢野燿大となった）。
1998年は中日から大豊やアロンゾ・パウエルの加入により開幕対横浜3連戦を2番スタメンレギュラーで起用されたが、打順を意識してしまい10打数1安打と全く打てず3連敗を受けて打順が変更され、新人の坪井智哉が右翼手に定着しパウエルの退団後は左翼手で起用された。打率.226、本塁打15本、打点52と、元々低かった打率に加えて長打力も落とした。
1999年は野村克也が監督が就任し、開幕に出遅れたことや不振などもあり、出場試合は95試合に留まり、2000年にはトニー・タラスコらとのレギュラー争いに敗れ代打要員となった。
2001年は開幕当初は新戦力などが優先され控えや時折スタメンでの出場だったが4月25日対巨人戦からレギュラーに復帰し、シーズン後半は帰国したイバン・クルーズに代わって4番を務める。無理に長打を狙わないことで当時の史上7位・球団記録となる28試合連続安打や自身初の打率3割を記録。また、この年からチームの選手会長にも就任した。
2002年は主に「5番・右翼手」レギュラーとして出場。終盤に左肩亜脱臼で戦列を離れ、矢野燿大、藪恵壹の離脱と並びチーム失速の一因となった。濱中治の台頭に加わり、シーズン終了後に広島東洋カープから金本知憲のFA移籍が決定的になると、フロントに対してレギュラー構想の説明を求めるも回答がなかったとしてFAを宣言した。しかし、期限内に他球団からのオファーはなく、また監督の星野仙一から慰留されたこともあり権利を行使した上で阪神に残留した。
2003年は濱中が「4番・右翼手」に入り、桧山は春季キャンプから2000年に14試合就いたことのある一塁手へのコンバートに挑戦した。開幕当初は、ジョージ・アリアスや片岡篤史との併用で一塁手として出場。4月10日に一軍公式戦への通算1000試合出場を達成すると、同年18日の対横浜戦（阪神甲子園球場）は2-2の同点の9回無死無走者の打席でクリス・ホルトから自身初のサヨナラ本塁打を記録した。濱中が右肩の負傷で戦線を離脱した6月13日以降は、「4番・右翼手」としてレギュラーに復帰。7月2日の対中日戦（阪神甲子園球場）で史上58人目（62度目）のサイクル安打を達成（なおこの前日には、ヤクルトの稲葉篤紀とダイエーの村松有人が達成していて、NPB史上初の同日達成となった翌日の達成となったため、2日間で3人の達成者が出た）。チームは18年ぶりにリーグ優勝した。日本シリーズでも「4番・右翼手」として出場し、第5戦で6回二死満塁の打席で斉藤和巳から決勝逆転2点適時打、第6戦で4回に杉内俊哉から本塁打を放ち、優秀選手賞を獲得。同年、選手会長を退任して後任の今岡誠に引き継いだ。
2004年5月5日の対広島戦で1イニング2三振のプロ野球タイ記録を作るが、シーズン成績は自己新の84打点、打率.306、打撃スタイルを変えた2001年以降では最多の18本塁打を記録した。
2005年はシェーン・スペンサーとの併用で出場。シーズン序盤は打撃不振に見舞われたが、8月25日にはプロ通算1000安打、同月31日にはプロ通算150号本塁打をそれぞれ記録。尻上がりの調子でシーズンを終えたものの、通算成績は過去数年に比べてやや下降した。
2006年は主に代打として出場するが、不振にあえぎ一軍定着後最低の打率.180を記録。代打としても出塁率.300・打率.208に終わった。同年、2度目となるFA権を取得したが行使せずに残留。
2007年シーズン当初は二軍で5月4日に一軍合流したが、濱中に加えて桜井広大や林威助などの台頭もあって前年より更にスタメンの機会は減り、控え外野手としても葛城育郎の好調の陰に隠れた。8月21日の対東京ヤクルトスワローズ戦で松岡健一から、自身初の代打満塁本塁打を放ちチームの逆転勝利に貢献。次の試合も適時打を放つなど、シーズン終盤には随所で勝負強い打撃を見せた。9月5日には、一軍公式戦への通算1500試合出場を達成している。しかし、通算打率は、前年に続いて1割台と低迷。さらに、代打での打率は.186と、前年から大きく落ち込んだ。10月15日、『デイリースポーツ』紙の1面に「阪神を退団」という記事が掲載され、桧山自身が自らのサイトでこれを否定する一幕もあった。
2008年は進退をかけて臨み、開幕直後から代打で安打を重ねて高橋光信や葛城らと共に代打として活躍。勝負強さを買われてセ・パ交流戦を中心にスタメンでも起用された。打率3割を記録し、この年から八木裕に代わる「代打の神様」として定着した。
2009年も主に代打として出場したが、前年よりも打撃成績は落ち込んだ。10月4日の対中日最終戦で、同年限りでの引退を表明した同学年の立浪和義に対し、阪神を代表して慰意の花束を贈呈した。
2010年は5月18日の対福岡ソフトバンクホークス戦で遠井吾郎の球団記録に並ぶ代打通算108安打、6月4日の対オリックス・バファローズ戦で球団新記録となる代打通算109安打を記録した。また9月16日の対横浜ベイスターズ戦では、代打で登場した金本が怪我のため守備につくのが困難なことや、他の控え外野手を使い切ってしまっていたことから、9回裏1イニングだけライトのポジションについた。この年守備についたのはこの一度であるが、桧山が打席に立たずに守備だけで出場するのは、2007年7月6日の中日戦以来3年ぶりのことであった。
2011年は、5月8日の対横浜戦の7回に適時打を打ち、代打での通算86打点で球団3位タイの記録に並び、5月14日の対中日戦で9回裏二死に代打で登場して本塁打を放ち、球団新記録の代打通算14本塁打および球団3位の代打通算87打点を記録した。シーズン終了後の11月22日には、海外FA権を行使せずに阪神への残留を表明。しかし翌23日に、自身の公式サイト「桧舞台」が主催するイベントで転倒して左鎖骨を骨折（後述）。同月30日に手術を受けた。
2012年には、前述の骨折の影響で、公式戦の開幕直前から一軍に合流。開幕から代打での起用が続いていたが、5月27日の対埼玉西武ライオンズ戦では「5番・右翼手」で先発出場。スタメンは2009年6月13日の対千葉ロッテマリーンズ戦以来3年ぶりだが、守備についてのスタメンとなると2008年8月7日の対広島戦以来4年ぶりであった。しかし代打では、8月23日の中日戦で安打を放ったことを最後に、翌年5月8日の対巨人戦（東京ドーム）まで22打席ノーヒットが続いた。
2013年も開幕から一軍に帯同すると、前述の巨人戦で自身23打席ぶりの安打を放つとともに、球団新記録でセ・リーグ史上第3位となる代打通算99打点を挙げた。5月12日の対ヤクルト戦でも適時打を放ち、宮川孝雄、浅井樹に次ぐ代打通算150安打、宮川・川又米利に次ぐ代打通算100打点（ともに史上3人目）を記録。8月7日の対広島戦（MAZDA Zoom-Zoom スタジアム広島）では、セ・リーグ歴代単独2位となる代打通算155安打を放った。9月7日に同年限りでの現役引退を表明。引退試合となった10月5日の対巨人戦（甲子園）には、「5番・右翼手」でスタメンに起用されたものの、3打数0安打で8回表の守備から交代した。最終打席となった第3打席は一塁ゴロ。試合後のセレモニーでは「今日ここまで皆さんと共に2回のリーグ優勝を僕は手に入れました。しかしながら、日本一という称号はまだ手に入れてません。この忘れ物をいつか必ず取りに来ます。その時はまた、ファンの皆さん、タイガース球団の皆さん、一緒に戦いましょう。本当に僕は幸せ者でした。22年間、ありがとうございました」と挨拶した。なお、チームがシーズン2位でクライマックスシリーズ（CS）への進出を決めていたことから、引退試合の後も広島との同シリーズ・ファーストステージ（甲子園）に出場。第1戦では、7回裏一死一・二塁からの代打で遊飛に倒れた。しかし第2戦では、5点ビハインドで迎えた9回裏二死一塁の場面で代打で登場。2003年の日本シリーズでの広澤克実（41歳6か月）の記録を更新するポストシーズン史上最年長（44歳3か月）本塁打となる2点本塁打をライトスタンドに放つ。しかし、チームは4対7で敗れたためCSでの敗退が決定。結果として、前述の本塁打を放った打席が、桧山にとって現役最後の打席となった。

### 現役引退後
2013年10月23日付で、セントラル・リーグから任意引退公示。これを機に、阪神タイガースを退団した。同年12月1日付でホリプロとマネジメント契約を締結。「ベースボール＆スポーツ・コメンテーター」として活動することを表明した。
2014年からは、朝日放送の野球解説者や、日刊スポーツ新聞西日本（大阪本部）専属の野球評論家を務める。同年2月20日には、現役時代に阪神のコンディショニングコーチや個人トレーナーとして桧山と接してきた仲田健（ホリプロ所属のストレングス＆コンディショニングコーチ）との共同執筆による自身初の著書「代打の哲学」が、幻冬舎から刊行された。同年3月31日には、自身初の単著「待つ心、瞬間の力」を、廣済堂出版から発売している。
2020年3月24日からはYouTuber活動を開始。チャンネル名は「桧山進次郎の何しよ?」。

## 選手としての特徴
阪神入団後は長距離打者として期待を受けたが、大振りが目立ち三振数も多く、確実性に欠いていた。30代前半からは中距離打者に転身し、確実性を増した打撃で2度のリーグ優勝に貢献。現役晩年は「代打の神様」として抜群の勝負強さを見せつけ、高い代打成功率を誇った。

## 人物
元在日韓国人3世で、韓国名は黄 進煥（ファン・ジンファン、朝鮮語: 황진환）。2016年3月4日、帰化が認められ、韓国籍から日本国籍になった。
平安中学校に通っていた中学生時代には、1982年劇場公開の松竹映画「蒲田行進曲」の京都ロケへ、台詞なしのエキストラとして参加した経験を持つ。
桧山の父は京都市立第一工業学校野球部の元エース投手であり、岡本伊三美（元近鉄監督）と同期であった（当時の岡本は遊撃手だった）。
平安高校野球部の2学年先輩に、小島弘務と江坂政明がいた。
趣味の一つに競艇（ボートレース）がある。現役時代から競艇選手の原田幸哉と親交があり、競艇選手のメンタルトレーニングなどを自分の練習にも取り入れていた。引退後は競艇のネット中継などに頻繁に出演している。また、現役時代はパーソナルトレーナーの仲田健を通じて、プロボクサーの名城信男・金光佑治らとも交友があり、オフシーズンの自主トレなども合同で行っていた。

### 社会貢献活動
阪神の現役選手時代から、公式サイトの「桧舞台」をベースに、以下のような社会貢献活動を展開。「桧舞台」内の 「チャリティー」ページで、活動の成果を随時報告している。
- 2002年 - 2013年：母子生活支援施設で暮らす子どもたちを、甲子園球場の公式戦へ招待。2011年には、この活動に対して、同年に創設されたばかりの「第1回若林忠志賞」を阪神球団から授与された[38]。
- 2003年 - ：「神戸レインボーハウス」（2002年の阪神ヘルメットスポンサー・あしなが育英会が運営する阪神・淡路大震災遺児のための施設）を毎年訪問。遺児たちとの交流を図ると共に、寄付金を贈呈。
- 2010年11月：出身地の京都市と、甲子園球場がある兵庫県西宮市内に対して、児童養護施設および関連施設への図書費を寄付[39][40]。
- 2011年 - ：自主トレーニング先のグアムの日本人学校を訪れたうえで、生徒たちとの交流を図りながら、学校へ寄付金を贈呈。現役引退後の2014年以降も、グアムでのトレーニングと寄付を続けている[41][42]。
- 2011年：東日本大震災の発生（3月11日）を機に、桧山のサインが入った数量限定のチャリティーグッズを「桧舞台」で販売したうえで、収益金の全額を日本赤十字社へ寄付。プロ野球シーズン中にも、楽天とのセ・パ交流戦で仙台へ遠征した際に、現地の仮設住宅を慰問した[43]。

また、プロ野球のオフシーズンには毎年、ファン参加型のチャリティーイベントやチャリティーオークションを実施。チャリティー活動の収益金を、「24時間テレビチャリティー委員会」へ全額寄付している。
2011年11月23日に京都府宇治市で開催のチャリティーイベントでは、子どもたちとの交流企画であったキックベースボールで女児を抱えながら打席から一塁へ走ったところ、バランスを崩したため女児をかばって左半身を地面で強打。その後の診断で左鎖骨の骨折が判明したが、女児は大事に至らず、桧山自身も翌年にはオープン戦の終盤から一軍へ合流できるまでに患部が回復している。

## 詳細情報

### 年度別打撃成績
| 年 度      | 球 団      | 試 合 | 打 席 | 打 数 | 得 点 | 安 打 | 二 塁 打 | 三 塁 打 | 本 塁 打 | 塁 打 | 打 点 | 盗 塁 | 盗 塁 死 | 犠 打 | 犠 飛 | 四 球 | 敬 遠 | 死 球 | 三 振 | 併 殺 打 | 打 率 | 出 塁 率 | 長 打 率 | O P S |
| ---------- | ---------- | ----- | ----- | ----- | ----- | ----- | -------- | -------- | -------- | ----- | ----- | ----- | -------- | ----- | ----- | ----- | ----- | ----- | ----- | -------- | ----- | -------- | -------- | ----- |
| 1992       | 阪神       | 7     | 17    | 17    | 1     | 3     | 0        | 0        | 0        | 3     | 1     | 0     | 0        | 0     | 0     | 0     | 0     | 0     | 5     | 0        | .176  | .176     | .176     | .353  |
| 1993       | 阪神       | 33    | 73    | 68    | 8     | 11    | 4        | 0        | 2        | 21    | 6     | 0     | 0        | 0     | 0     | 5     | 0     | 0     | 26    | 1        | .162  | .219     | .309     | .528  |
| 1994       | 阪神       | 32    | 36    | 36    | 6     | 10    | 2        | 0        | 2        | 18    | 7     | 0     | 0        | 0     | 0     | 0     | 0     | 0     | 15    | 0        | .278  | .278     | .500     | .778  |
| 1995       | 阪神       | 115   | 338   | 305   | 34    | 76    | 17       | 2        | 8        | 121   | 36    | 3     | 2        | 4     | 3     | 20    | 1     | 6     | 67    | 10       | .249  | .305     | .397     | .702  |
| 1996       | 阪神       | 130   | 541   | 464   | 65    | 122   | 23       | 0        | 22       | 211   | 73    | 5     | 7        | 0     | 8     | 66    | 1     | 3     | 108   | 11       | .263  | .353     | .455     | .808  |
| 1997       | 阪神       | 136   | 544   | 466   | 68    | 106   | 13       | 5        | 23       | 198   | 82    | 2     | 2        | 0     | 3     | 68    | 4     | 7     | 150   | 4        | .227  | .333     | .425     | .758  |
| 1998       | 阪神       | 122   | 456   | 398   | 42    | 90    | 19       | 4        | 15       | 162   | 52    | 3     | 5        | 2     | 2     | 47    | 1     | 7     | 101   | 9        | .226  | .317     | .407     | .724  |
| 1999       | 阪神       | 95    | 323   | 285   | 29    | 73    | 11       | 2        | 8        | 112   | 37    | 6     | 2        | 3     | 2     | 30    | 1     | 3     | 55    | 7        | .256  | .331     | .393     | .724  |
| 2000       | 阪神       | 87    | 186   | 159   | 18    | 35    | 9        | 2        | 4        | 60    | 16    | 0     | 2        | 0     | 1     | 22    | 2     | 4     | 43    | 6        | .220  | .328     | .377     | .705  |
| 2001       | 阪神       | 121   | 448   | 406   | 52    | 122   | 24       | 0        | 12       | 182   | 57    | 7     | 3        | 0     | 5     | 29    | 2     | 8     | 62    | 7        | .300  | .355     | .448     | .803  |
| 2002       | 阪神       | 110   | 452   | 416   | 51    | 122   | 20       | 2        | 13       | 185   | 61    | 7     | 1        | 2     | 3     | 21    | 1     | 10    | 69    | 7        | .293  | .340     | .445     | .785  |
| 2003       | 阪神       | 111   | 456   | 414   | 70    | 115   | 21       | 3        | 16       | 190   | 63    | 1     | 3        | 0     | 3     | 34    | 0     | 5     | 77    | 9        | .278  | .338     | .459     | .797  |
| 2004       | 阪神       | 130   | 513   | 468   | 59    | 143   | 26       | 1        | 18       | 225   | 84    | 4     | 0        | 1     | 7     | 32    | 0     | 5     | 74    | 7        | .306  | .352     | .481     | .832  |
| 2005       | 阪神       | 119   | 342   | 302   | 29    | 84    | 19       | 0        | 8        | 127   | 40    | 1     | 1        | 1     | 3     | 29    | 1     | 7     | 66    | 4        | .278  | .352     | .421     | .772  |
| 2006       | 阪神       | 85    | 144   | 133   | 8     | 24    | 5        | 0        | 2        | 35    | 12    | 1     | 0        | 0     | 0     | 10    | 1     | 1     | 42    | 0        | .180  | .243     | .263     | .506  |
| 2007       | 阪神       | 85    | 106   | 89    | 6     | 17    | 1        | 0        | 3        | 27    | 13    | 1     | 0        | 0     | 1     | 15    | 3     | 1     | 27    | 5        | .191  | .311     | .303     | .615  |
| 2008       | 阪神       | 94    | 121   | 110   | 7     | 33    | 8        | 2        | 0        | 45    | 19    | 0     | 0        | 0     | 1     | 9     | 1     | 1     | 26    | 2        | .300  | .355     | .409     | .764  |
| 2009       | 阪神       | 82    | 99    | 89    | 5     | 20    | 2        | 1        | 1        | 27    | 9     | 0     | 0        | 0     | 2     | 7     | 2     | 1     | 27    | 1        | .225  | .283     | .303     | .586  |
| 2010       | 阪神       | 72    | 71    | 67    | 4     | 17    | 3        | 1        | 1        | 25    | 12    | 0     | 0        | 0     | 0     | 3     | 0     | 1     | 18    | 0        | .254  | .296     | .373     | .669  |
| 2011       | 阪神       | 69    | 69    | 62    | 1     | 17    | 2        | 0        | 1        | 22    | 8     | 0     | 0        | 0     | 1     | 5     | 2     | 1     | 17    | 1        | .274  | .333     | .355     | .688  |
| 2012       | 阪神       | 67    | 69    | 58    | 0     | 13    | 1        | 0        | 0        | 14    | 6     | 0     | 0        | 0     | 1     | 8     | 2     | 2     | 13    | 3        | .224  | .333     | .241     | .580  |
| 2013       | 阪神       | 57    | 59    | 51    | 0     | 10    | 4        | 0        | 0        | 14    | 13    | 0     | 0        | 0     | 0     | 6     | 1     | 2     | 12    | 2        | .196  | .305     | .275     | .580  |
| 通算：22年 | 通算：22年 | 1959  | 5463  | 4863  | 563   | 1263  | 234      | 25       | 159      | 2024  | 707   | 41    | 28       | 13    | 46    | 466   | 26    | 75    | 1100  | 96       | .260  | .331     | .416     | .750  |

- 各年度の太字はリーグ最高

### 年度別守備成績
| 年 度 | 球 団 | 一塁  | 一塁  | 一塁  | 一塁  | 一塁  | 一塁     | 外野  | 外野  | 外野  | 外野  | 外野  | 外野     |
| 年 度 | 球 団 | 試 合 | 刺 殺 | 補 殺 | 失 策 | 併 殺 | 守 備 率 | 試 合 | 刺 殺 | 補 殺 | 失 策 | 併 殺 | 守 備 率 |
| ----- | ----- | ----- | ----- | ----- | ----- | ----- | -------- | ----- | ----- | ----- | ----- | ----- | -------- |
| 1992  | 阪神  | -     | -     | -     | -     | -     | -        | 5     | 5     | 0     | 0     | 0     | 1.000    |
| 1993  | 阪神  | -     | -     | -     | -     | -     | -        | 23    | 35    | 0     | 0     | 0     | 1.000    |
| 1994  | 阪神  | -     | -     | -     | -     | -     | -        | 12    | 10    | 0     | 0     | 0     | 1.000    |
| 1995  | 阪神  | -     | -     | -     | -     | -     | -        | 109   | 180   | 4     | 1     | 2     | .995     |
| 1996  | 阪神  | -     | -     | -     | -     | -     | -        | 130   | 193   | 7     | 4     | 1     | .980     |
| 1997  | 阪神  | -     | -     | -     | -     | -     | -        | 134   | 245   | 7     | 2     | 3     | .992     |
| 1998  | 阪神  | -     | -     | -     | -     | -     | -        | 113   | 179   | 3     | 4     | 0     | .978     |
| 1999  | 阪神  | -     | -     | -     | -     | -     | -        | 86    | 129   | 6     | 0     | 1     | 1.000    |
| 2000  | 阪神  | 14    | 100   | 3     | 0     | 13    | 1.000    | 38    | 46    | 0     | 2     | 0     | .958     |
| 2001  | 阪神  | -     | -     | -     | -     | -     | -        | 116   | 167   | 8     | 2     | 1     | .989     |
| 2002  | 阪神  | -     | -     | -     | -     | -     | -        | 110   | 177   | 5     | 1     | 2     | .995     |
| 2003  | 阪神  | 33    | 240   | 12    | 4     | 18    | .984     | 75    | 124   | 3     | 0     | 0     | 1.000    |
| 2004  | 阪神  | -     | -     | -     | -     | -     | -        | 123   | 209   | 4     | 2     | 0     | .991     |
| 2005  | 阪神  | -     | -     | -     | -     | -     | -        | 89    | 123   | 1     | 0     | 1     | 1.000    |
| 2006  | 阪神  | -     | -     | -     | -     | -     | -        | 25    | 18    | 0     | 0     | 0     | 1.000    |
| 2007  | 阪神  | -     | -     | -     | -     | -     | -        | 12    | 6     | 0     | 0     | 0     | 1.000    |
| 2008  | 阪神  | -     | -     | -     | -     | -     | -        | 10    | 10    | 0     | 1     | 0     | .909     |
| 2009  | 阪神  | -     | -     | -     | -     | -     | -        | 1     | 1     | 0     | 0     | 0     | 1.000    |
| 2010  | 阪神  | -     | -     | -     | -     | -     | -        | 1     | 1     | 0     | 0     | 0     | 1.000    |
| 2012  | 阪神  | -     | -     | -     | -     | -     | -        | 3     | 2     | 0     | 0     | 0     | 1.000    |
| 2013  | 阪神  | -     | -     | -     | -     | -     | -        | 1     | 2     | 0     | 0     | 0     | 1.000    |
| 通算  | 通算  | 47    | 340   | 15    | 4     | 31    | .989     | 1216  | 1862  | 48    | 19    | 11    | .990     |

- 各年度の太字はリーグ外野手最高

### 表彰
- 月間MVP：2回（打者部門：2001年7月、2002年5月）
- 優秀JCB・MEP賞：1回（1997年）
- JA全農Go・Go賞：1回（好捕賞：1999年6月）
- 日本シリーズ優秀選手賞：1回（2003年）
- フレッシュオールスターゲームMVP ：1回（1993年）
- 若林忠志賞（2011年）
- サンスポMVP大賞：2回（2001年、2009年）[45]
- ベスト・ファーザー イエローリボン賞 in 「プロ野球部門」（2009年）

### 記録
初記録
- 初出場・初先発出場：1992年5月30日、対読売ジャイアンツ11回戦（阪神甲子園球場）、「6番・右翼手」として先発出場
- 初打点：同上、4回裏に斎藤雅樹から二塁ゴロの間に記録
- 初安打：1992年5月31日、対読売ジャイアンツ12回戦（阪神甲子園球場）、5回裏にチャック・ケアリーから投手内野安打
- 初本塁打：1993年5月29日、対広島東洋カープ6回戦（山形県野球場）、4回表に長冨浩志から

節目の記録
- 100本塁打：2002年4月23日、対広島東洋カープ3回戦（広島市民球場）、6回表に長谷川昌幸から中越2ラン ※史上218人目[47]
- 1000試合出場：2003年4月10日、対中日ドラゴンズ3回戦（阪神甲子園球場）、「5番・一塁手」として先発出場 ※史上384人目[15]
- 1000本安打：2004年8月25日、対横浜ベイスターズ19回戦（大阪ドーム）、8回裏に秦裕二から中前適時打 ※史上226人目
- 150本塁打：2005年8月31日、対中日ドラゴンズ16回戦（阪神甲子園球場）、6回裏に川上憲伸から右越ソロ ※史上139人目
- 1500試合出場：2007年9月5日、対横浜ベイスターズ18回戦（阪神甲子園球場）、6回裏に久保田智之の代打として出場 ※史上154人目
- 1000三振：2008年7月18日、対中日ドラゴンズ12回戦（ナゴヤドーム）、8回表に川上憲伸から空振り三振 ※史上42人目
- 代打100打点：2013年5月12日、対東京ヤクルトスワローズ12回戦（松山坊っちゃんスタジアム）、9回表にオーランド・ロマンから右前適時打

その他の記録
- サイクル安打：1回（2003年7月2日、対中日ドラゴンズ戦、阪神甲子園球場） ※史上58人目（球団史上4人目）[17]
- 通算代打安打数：158 ※NPB歴代2位
- ポストシーズン最年長本塁打：44歳3か月（2013年10月13日、クライマックスシリーズファーストステージ・対広島東洋カープ第2戦、阪神甲子園球場）、9回裏にキャム・ミコライオから代打で右越2ラン[31]
- オールスターゲーム出場：3回（1997年、2002年、2003年）

### 背番号
- 24（1992年 - 2013年）

### 登場曲
- 『Come Together』 / Aerosmith[48]
- 『Golden』 / JAY'ED

## 出演番組

### 現在

#### テレビ
特記しない限りは、解説者として専属契約を結んでいるABCテレビ制作の番組。
- スーパーベースボール　虎バン主義。（解説） - 2014年度 - 
  - テレビ朝日がBS朝日向けに制作する阪神戦（神宮球場から放送された2022年セントラル・リーグクライマックスシリーズのファイナルトステージ第2戦など）の中継にも随時出演。
- サンテレビボックス席（サンテレビ） - 朝日放送からの出向扱いで、2014年度から解説を担当。
- 虎バン（コメンテーター） - 2014年1月18日 - 。2019年度以降は不定期で放送。
- おはよう朝日です（木曜日スポーツコメンテーター） - 2014年3月6日 -
- news おかえり（月曜日コメンテーター）- 2022年4月 - 
  - 前身番組の『キャスト』水曜日に続いて、阪神選手時代のチームメイトである下柳剛・関本賢太郎（いずれもABCテレビ・ABCラジオの野球解説者）と交互に週替わりで出演。
- NEWS×情報 キャッチ+(サンテレビ)（金曜日コメンテーター） - 2022年4月 - 2024年3月-(木曜日コメンテーター)-2024年4月- 
  - 近藤岳登（Jリーグ・ヴィッセル神戸の元選手）などと交互に、番組前半の「情報+」（地域情報）パートへ週替わりで出演。コメンテーターとしてレギュラーで起用される前（番組が始まった2021年度）にも、特別番組やロケ企画に随時登場していた。

#### ラジオ
いずれも、専属契約を結んでいるABCラジオ制作の番組。
- ABCフレッシュアップベースボール（解説） - 2014年度 - 
  - 阪神以外の球団と対戦するオリックス・バファローズ主催試合（セ・パ交流戦のCBCラジオ・東海ラジオ・中国放送向けを含む）や、ナイターオフ編成の期間中に組まれている阪神ホームゲームのビジター地元局向け裏送り中継には原則として出演していない。
- サクサク土曜日 中邨雄二です - 2014年4月5日 - 
  - 基本として、オープニングから番組の途中まで出演（全国高等学校野球選手権大会中継の期間中と年始は休演）。2022年3月までは、『教えて!ニュースライブ 正義のミカタ』（ABCテレビ本社のスタジオで9:30から生放送）のコメンテーターを務めていた関係で、「桧山の俺をしんじろー」（自身の冠コーナー）が終わるタイミング（8:30前後）で退席していた。同年4月以降は、「桧山の俺をしんじろー」で中座した後に、9時の時報前から「9時川」（9時台前半のリスナー投稿コーナー）まで再び出演。中座している間は、「ワクワク土曜日　桧山進次郎です」と称して、Twitterの番組公式アカウントから配信される動画の撮影に単独で臨んでいる。
  - 「桧山の俺をしんじろー」の冒頭には（自身の名前である「進次郎」にちなんで）『信じろ』（若旦那の楽曲）のサビ、プロ野球シーズン中に阪神が金曜日の試合（主にナイトゲーム）で勝利した場合には「サクスポ」（8:00前後のスポーツコーナー）の冒頭で『六甲おろし』を熱唱。さらに、リスナーからの「お題」（リクエスト）に応じて、オープニングから「桧山の俺をしんじろー」までの出演中に似顔絵を描いている。このため、パーソナリティの中邨雄二（阪神戦の中継でも共演する機会が多い朝日放送のスポーツアナウンサー）をはじめ、共演者やリスナーからは「桧山画伯」とも呼ばれている。
- ラジオで虎バン!（2020年度 - ）- ナイターオフ期間を中心に、「虎バンパートナー」として毎週木曜日に出演。

### 過去

#### テレビ
いずれもABCテレビの番組
- 教えて!ニュースライブ 正義のミカタ（パネリスト） - 2014年4月5日 - 2021年3月27日
- キャスト（「浦川スポーツ」→「週刊 キャストスポーツ」水曜日コメンテーター）- 2015年4月 - 2022年3月

### その他

#### 映画
- 蒲田行進曲（1982年） - 中学生時代にエキストラの1人として出演
- ミスター・ルーキー（2002年、阪神タイガースを舞台にした作品） - 同球団の現役選手として、本人役で最終決戦のシーンに「3番・左翼手」として出演。

#### CM
- ヤマザキパン・ローソン『虎パン』（2014年） - 『虎バン』とのコラボレーション商品で、発売期間中にABCテレビ・関西ローカルで放送。
- 阪神電車『阪神沿線物語』（2015年）- 阪神甲子園球場の最寄り駅・甲子園駅が舞台の第7話「出産編」にワンシーンだけ登場。
- 阪神甲子園球場（2018 - 2020年） - 前年までの関本賢太郎と同じく、阪神甲子園球場への来場には電車・バスの利用を促す内容で、阪神電鉄の駅貼りポスターのモデルにも起用されていた（後任は阪神捕手・内野手→球団職員の今成亮太）。
- 東海旅客鉄道「スマートEX」（2018年）- プロ野球公式戦開催球場での大型ビジョン限定CMに登場。

#### コラム
- 「虎よ 突っ走れ」（「朝日新聞」大阪本社発行の関西版夕刊「関西発」木曜日の連載コラム） - 2014年4月17日付紙面から随時掲載

## 著作

### 単著
- 「生え抜き タイガースから教わったこと」（朝日新聞出版、2011年11月18日初版刊行）ISBN 978-4022509185
- 「待つ心、瞬間の力」（廣済堂出版、2014年3月31日初版刊行）ISBN 978-4331518076

### 共著
- 「代打の哲学」（仲田健との共著、幻冬舎、2014年2月20日初版刊行）ISBN 978-4344025387